# Summa de arithmetica
Summa de arithmetica, geometria, proportioni et proportionalita (Resumen de aritmética, geometría, proporciones y proporcionalidad) es un libro sobre matemáticas escrito por Luca Pacioli y publicado por primera vez en 1494. Contiene un resumen completo de las matemáticas del Renacimiento, incluida la aritmética práctica, el álgebra básica, geometría básica y contabilidad, escrita en italiano para su uso como libro de texto.
La Summa es el primer trabajo impreso sobre álgebra en un idioma vernáculo, y contiene la primera descripción publicada del sistema de contabilidad de doble entrada. Estableció un nuevo estándar para la escritura y la argumentación sobre álgebra, y su impacto sobre el posterior desarrollo y estandarización de los métodos contables profesionales fue tan grande que a veces se hace referencia a Pacioli como el «padre de la contabilidad»".

## Contenido
La Summa de arithmetica, tal como se imprimió originalmente, constaba de diez capítulos sobre una serie de temas matemáticos, cubriendo esencialmente todas las matemáticas del Renacimiento. Los primeros siete capítulos forman un resumen de la aritmética en 222 páginas. El octavo capítulo explica el álgebra contemporánea en 78 páginas. El noveno capítulo analiza diversos temas relevantes para los negocios y el comercio, incluidos el trueque, las letras de cambio, los pesos y medidas y la contabilidad, en 150 páginas. El décimo y último capítulo describe la geometría práctica, incluida la trigonometría básica, en 151 páginas. El trabajo fue dedicado a Guidobaldo da Montefeltro,  duque de Urbino, un mecenas de las artes a quien Pacioli había conocido en Roma unos años antes.
El contenido matemático del libro se basa en gran medida en las tradiciones de las escuelas de ábaco del norte de Italia contemporánea, donde los hijos de los comerciantes y la clase media que estudiaba aritmética bajo el modelo establecido por Fibonacci en su Liber Abaci. El énfasis de esta tradición se basa en la computación, utilizando el sistema numeral hindú-árabe y desarrolla a través de la exposición a numerosos ejemplos de problemas y estudios de casos tomados principalmente de los negocios y el comercio. El trabajo de Pacioli también enseña a través de ejemplos, pero también desarrolla argumentos para la validez de sus soluciones a través de referencias a principios generales, axiomas y pruebas lógicas. De esta manera, la Summa comienza a reintegrar los métodos lógicos de la geometría clásica griega en la disciplina medieval del álgebra.

### Contabilidad y finanzas
Dentro del capítulo sobre negocios, una sección titulada Particularis de computis et scripturis —Detalles de cálculo y registro— describe los métodos contables utilizados en la actualidad entre los comerciantes del norte de Italia, incluida la contabilidad de doble entrada, balances de comprobación, balances generales y otras herramientas empleados por contadores profesionales. El capítulo de negocios también introduce la regla de 72 para predecir el valor futuro de una inversión, anticipando el desarrollo del logaritmo en más de un siglo.
Estas técnicas no se originaron con Pacioli, que simplemente registró y explicó las mejores prácticas establecidas de empresarios contemporáneos en su región; aun así, el papel de la Summa en la estandarización y diseminación de los métodos profesionales de contabilidad le ha valido a Pacioli una reputación como el «padre de la contabilidad».

## Historia e impacto

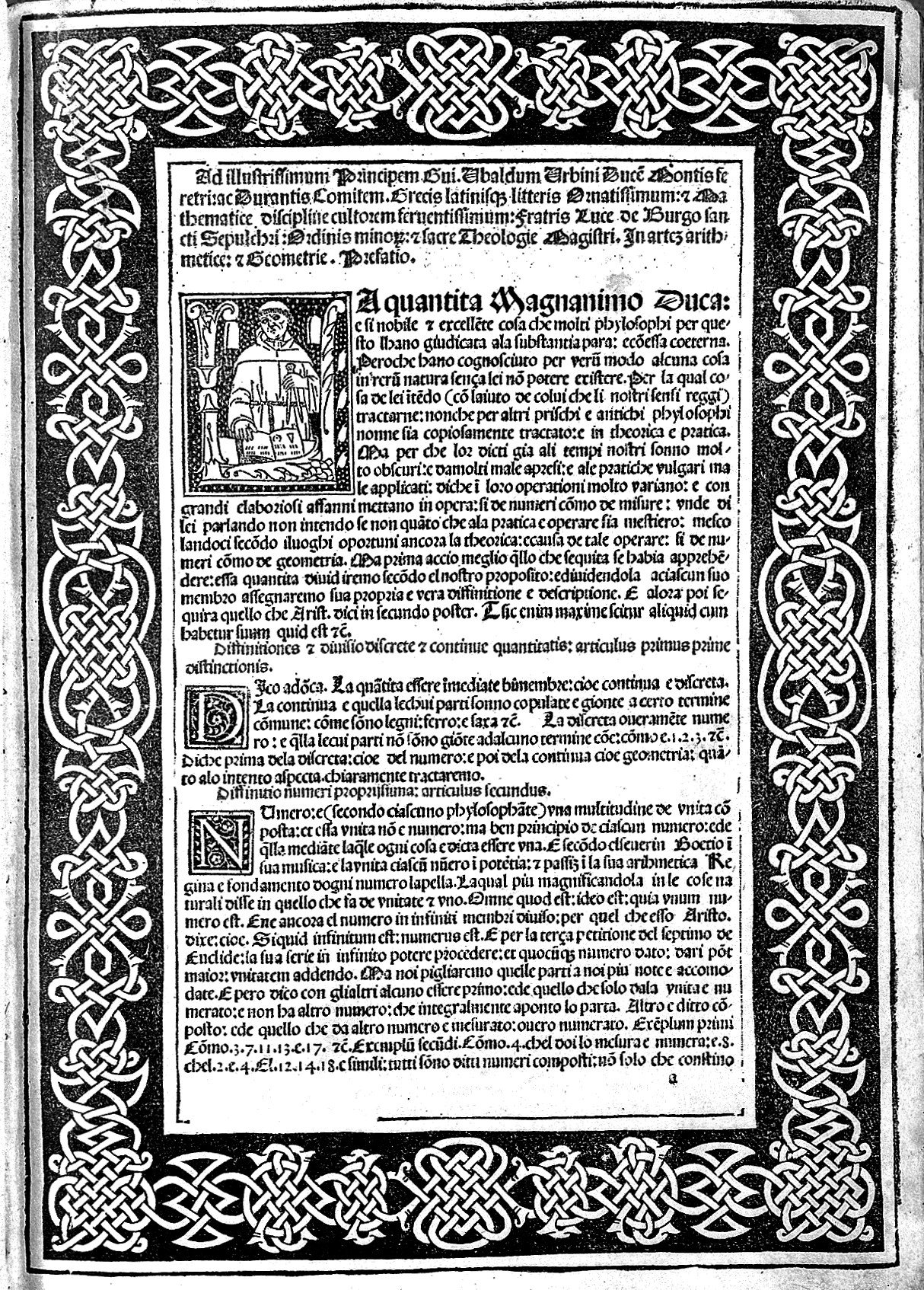
Página de dedicatoria de Summa de arithmetica

Summa de arithmetica fue compuesta durante un período de décadas a través del trabajo de Pacioli como profesor de matemáticas y probablemente fue pensada como un libro de texto y trabajo de referencia para estudiantes de matemáticas y negocios, especialmente entre la clase media mercantil del norte de Italia.
El libro fue publicado originalmente en Venecia en 1494 por Paganino Paganini, con una segunda edición idéntica impresa en 1523 en Toscolano.
Si bien la Summa contenía poco o ningún trabajo matemático original de Pacioli, era el texto matemático más completo jamás publicado en ese momento. Su minuciosidad y claridad, y la falta de cualquier otro trabajo similar disponible en forma impresa, lo convirtieron en un punto de referencia básico para los matemáticos europeos hasta el siglo XVI y más allá. La reputación de la Summa le valió a Pacioli como matemático e intelectual inspirado Ludovico Sforza,  duque de Milán , ser invitarlo a servir como profesor de matemáticas en la corte ducal, donde Pacioli se hizo amigo y colaboró con Leonardo da Vinci.
El libro también marca el comienzo de un movimiento en el álgebra del siglo XVI hacia el uso de la  argumentación lógica y los teoremas en el estudio del álgebra, siguiendo el modelo de la geometría clásica griega establecido por Euclides. Incluye el primer ejemplo impreso de un conjunto de signos positivos y negativos que se convertirían en estándar en las matemáticas del Renacimiento italiano: 'p' con una tilde arriba (p̄) para «más» y 'm' con una tilde (m̄ ) para «menos». La afirmación de Pacioli, incorrecta, en la Summa de que no había una solución general para las ecuaciones cúbicas ayudó a popularizar el problema entre los matemáticos contemporáneos, contribuyendo a su solución final mediante los trabajos de Scipione del Ferro.
En 1994, Italia emitió un sello postal de 750  liras en honor al 500 aniversario de la publicación de la Summa, que representa a Pacioli rodeado de instrumentos matemáticos y geométricos. La imagen en el sello fue inspirada por el Retrato de Luca Pacioli , y contiene muchos de los mismos elementos.
La sección de la Summa dedicada a la contabilidad ha sido traducida al español por Carlos Urbina en Panamá en el año 2023 para el Instituto Antequera y por Esteban Hernandez-Esteve en España en el año 2009 para la Asociación Española de Contabilidad y Administración de Empresas (AECA).